# Cape Cod
Cape Cod je nekdanji polotok v severovzhodni ameriški zvezni državi Massachusetts. Razteza se na površini 1033 km². Čeprav je bil prvotno povezan s kopnim, je leta 1914 po izgradnji prekopa Cape Cod pravzaprav postal velik otok.
Ima zgodovinski pomen kot orientir za zgodnje evropske raziskovalce in kraj ene od najzgodnejših naselbin angleških priseljencev v Severni Ameriki. Zaradi tega in zaradi privlačnih plaž je že od konca 19. stoletja priljubljen kot turistična destinacija.

## Podnebne razmere
| Podnebni podatki za Cape Cod (Chatham, Massachusetts)                                    | Podnebni podatki za Cape Cod (Chatham, Massachusetts) | Podnebni podatki za Cape Cod (Chatham, Massachusetts) | Podnebni podatki za Cape Cod (Chatham, Massachusetts) | Podnebni podatki za Cape Cod (Chatham, Massachusetts) | Podnebni podatki za Cape Cod (Chatham, Massachusetts) | Podnebni podatki za Cape Cod (Chatham, Massachusetts) | Podnebni podatki za Cape Cod (Chatham, Massachusetts) | Podnebni podatki za Cape Cod (Chatham, Massachusetts) | Podnebni podatki za Cape Cod (Chatham, Massachusetts) | Podnebni podatki za Cape Cod (Chatham, Massachusetts) | Podnebni podatki za Cape Cod (Chatham, Massachusetts) | Podnebni podatki za Cape Cod (Chatham, Massachusetts) | Podnebni podatki za Cape Cod (Chatham, Massachusetts) |
| Mesec                                                                                    | Jan                                                   | Feb                                                   | Mar                                                   | Apr                                                   | Maj                                                   | Jun                                                   | Jul                                                   | Avg                                                   | Sep                                                   | Okt                                                   | Nov                                                   | Dec                                                   | Letno                                                 |
| ---------------------------------------------------------------------------------------- | ----------------------------------------------------- | ----------------------------------------------------- | ----------------------------------------------------- | ----------------------------------------------------- | ----------------------------------------------------- | ----------------------------------------------------- | ----------------------------------------------------- | ----------------------------------------------------- | ----------------------------------------------------- | ----------------------------------------------------- | ----------------------------------------------------- | ----------------------------------------------------- | ----------------------------------------------------- |
| Rekordno visoka temperatura °C                                                           | 16                                                    | 14                                                    | 25                                                    | 27                                                    | 31                                                    | 32                                                    | 35                                                    | 34                                                    | 29                                                    | 28                                                    | 20                                                    | 21                                                    | 35                                                    |
| Povprečna visoka temperatura °C                                                          | 3.1                                                   | 3.5                                                   | 6.0                                                   | 10.3                                                  | 15.0                                                  | 20.2                                                  | 23.8                                                  | 23.7                                                  | 20.8                                                  | 15.6                                                  | 10.9                                                  | 6.0                                                   | 13.3                                                  |
| Povprečna dnevna temperatura °C                                                          | −0.6                                                  | −0.2                                                  | 2.6                                                   | 7.3                                                   | 12.0                                                  | 17.0                                                  | 20.4                                                  | 20.4                                                  | 17.6                                                  | 12.2                                                  | 7.6                                                   | 2.5                                                   | 9.9                                                   |
| Povprečna nizka temperatura °C                                                           | −4.4                                                  | −3.9                                                  | −0.7                                                  | 4.2                                                   | 8.9                                                   | 13.7                                                  | 17.1                                                  | 17.0                                                  | 14.3                                                  | 8.8                                                   | 4.2                                                   | −1.0                                                  | 6.6                                                   |
| Rekordno nizka temperatura °C                                                            | −21                                                   | −20                                                   | −14                                                   | −7                                                    | 1                                                     | 7                                                     | 11                                                    | 8                                                     | 4                                                     | −1                                                    | −7                                                    | −18                                                   | −21                                                   |
| Povprečna količina padavin mm                                                            | 97.3                                                  | 107.7                                                 | 123.2                                                 | 105.2                                                 | 96.8                                                  | 86.6                                                  | 83.3                                                  | 81.3                                                  | 97.3                                                  | 102.6                                                 | 102.4                                                 | 111.3                                                 | 1.194,8                                               |
| Povprečna količina zapadlega snega mm                                                    | 20.8                                                  | 26.2                                                  | 8.9                                                   | 1.5                                                   | 0                                                     | 0                                                     | 0                                                     | 0                                                     | 0                                                     | 0                                                     | 1.0                                                   | 9.1                                                   | 67.6                                                  |
| Povp. št. dni s padavinami                                                               | 12                                                    | 10                                                    | 12                                                    | 11                                                    | 11                                                    | 9                                                     | 8                                                     | 8                                                     | 9                                                     | 10                                                    | 11                                                    | 13                                                    | 125                                                   |
| Vir 1: Western Regional Climate Center (povprečja 1981–2010, ekstremi in sneg 1972–2013) |                                                       |                                                       |                                                       |                                                       |                                                       |                                                       |                                                       |                                                       |                                                       |                                                       |                                                       |                                                       |                                                       |
| Vir 2: NOAA                                                                              |                                                       |                                                       |                                                       |                                                       |                                                       |                                                       |                                                       |                                                       |                                                       |                                                       |                                                       |                                                       |                                                       |